# 雞蛋蒸肉餅
雞蛋蒸肉餅（GDJYB）簡稱雞餅，成立於2012年冬，為四人女子樂團。成員有主音Soft Liu、吉他手Soni Cheng、貝斯手Wing Chan和鼓手Heihei Ng。樂隊以算術民謠（Math-Folk）為主要創作風格，歌曲題材多取自生活或社會議題。樂隊曾獲邀參與冰島電波音樂節、澳洲阿得萊德Ozasia、美國Noisepop、新加坡Laneway、香港Clockenflap、日本東京Synchronicity、南韓光州SoundPark、台灣大港開唱等國際性音樂節的演出。2017年在台灣金音創作獎獲得海外創作音樂獎，同年也入圍第二十八屆台灣金曲獎最佳樂團，為歷來首隊入圍香港樂隊。
首支放上YouTube的作品《burn it down》以宗教力量與同志平權的抗衡入詞；《double nono》描述了雙非的議題，而雨傘運動後發表的作品《榴槤乜乜乜》則更為直白地紀錄社會時事，並成為港台節目《我係乜乜乜》的主題曲。音樂方面，雞蛋蒸肉餅的曲風揉合數字搖滾和民謠音樂，變奏與節拍跳脫，音色柔和，編曲多變，大量和聲，有她們自己的風格。樂隊曾於冰島、澳洲、新加坡、南韓、台灣等地的音樂節演出。
2019年鼓手Heihei Ng離團。2021年4月主音Soft Liu、吉他手Soni Cheng移居台灣，以「絕命青年」名義在台灣發展，並推出第一首作品「天始終會亮的」。
雞蛋蒸肉餅於2023年6月22日喜劇電影《全個世界都有電話》舉辦試映會時參與演出，鼓手Heihei Ng歸位；2024年12月，樂隊推出作品 Hey Darling Darling 。
2025年1月18日，雞蛋蒸肉餅與樂隊WHIZZ（維西）合演麥花臣節《一一》音樂會。

## 樂隊簡介

### 2012 - 2014
2012年，主音Soft Liu和Heihei Ng經舊同事的介紹而認識，及後Soft Liu 在YouTube認識了吉他手Soni Cheng，三人一拍即合，決定組成樂隊，並以此三人陣容參加「原音2013」樂隊比賽，躋身決賽。 其後雞餅逐漸活躍於各類型的音樂活動，包括銀礦灣沙滩音樂節、Time Out's Big Night Out 及一些校園演出等等，並在Time Out Hong Kong Magazine獲選為城中23 New Rising Stars其中之一。由於計劃製造第一張專輯，便萌生尋找貝斯手的念頭。經小塵埃的Pollie介紹下，三人結識前貝斯手YY Wong，並以四人陣容開始製作首張同名EP。

雞餅於網絡平台發表以同志為題材的單曲demo - 「Burn It Down」，在網絡上獲得好評，其後獲邀與Rubberband的主音6號及創作歌手盧凱彤在《抱抱十週年音樂會》中合演歌曲。 

雞餅於2014年9月6日發表首張同名EP，並在西灣河蒲吧舉行了EP發佈會 － 《免收加一》。其EP以噴白的蒸籠作為包裝，限量發行200隻。 同年11月，雞餅獲邀參與香港大型戶外音樂節《Clockenflap》，並在主舞台'Harbourflap' 演出。 2014年底，雨傘運動爆發，雞蛋蒸肉餅參與了「撐起雨傘」的歌曲錄製，並於《黃色聖誕.音樂串流》音樂會演出了改編的「日日去鳩嗚」。

### 2015
自雞蛋蒸肉餅發表其首張細碟後，鼓手Heihei Ng和主音Soft Liu於2015年年頭，辭去廣告公司工作，樂隊開始以全職身份發展音樂事業。
4月，她們參與了⽂藝復興基金會主辦的《⽂藝復興⼥流之⾳樂會》，雞餅的音樂逐漸獲得一些香港藝人的讚賞，當中包括陳奕迅、盧凱彤、黃耀明及何韻詩等。

5月，雞餅為日本女團tricot擔任暖場嘉賓，為將EP發表到日本埋下伏線；同年7月，雞餅首次進軍台灣，參與嘉義的《覺醒音樂祭》，並於台北的「小地方展演空間」舉辦《台北小雞蛋演唱會》，並於音樂會上首次與台灣樂團大象體操的貝斯手張凱婷合演了一些曲目。
8月，雞餅於雨傘運動完結差不多一年後發表首支廣東話作品《榴槤乜乜乜》，獲得好評，歌曲更獲「香港樂評選」評為香港樂評年度編曲。之後《榴槤乜乜乜》一曲成為了港視31節目《我係乜乜乜》的主題曲。
9月，雞餅出席了支持同志平權的「Pink Dot一點粉紅2015」活動；10月，她們獲邀參與香港藝人何韻詩主辦的十八種香港其中一站的《工廈生命力音樂會》，並為其伴奏。 同年亦參與了何韻詩HOCC 《Reimagine Live in Macpherson Woods》 的演出。
12月底，雞餅首次前往中國大陸參與深圳《迷笛音樂節》演出。

### 2016
2016年是雞蛋蒸肉餅比較往外走動的一年；年頭她們首次踏足新加坡演出，並成為第一隊獲邀參與《Laneway Festival》的香港樂隊。同年她們積極參與世界各地的音樂表演，當中包括西安的《Spirit Fest 音樂季》、新加坡《Music Matters 》、南韓首爾《You Are Tropical》、南韓光州《SOUNDPARK Festival 2016》、澳洲Adelaide 《OzAsia Festival 2016》及台灣《愛愛搖滾音樂節》等。
3月，台灣角頭音樂其下的新品牌「her」推出了集結中港台三地女性音樂人的作品—《about her》，雞餅的「逃亡吧，少年呀！」獲收錄在其中。
4月，她們的首張同名EP — 《GDJYB 雞蛋蒸肉餅》與本地獨立樂隊tfvsjs的《Equal Unequals to Equal》以合輯形式於日本發行。同年4月，她們宣佈簽約於唱片公司 — 「紅線音樂」。
雞餅同年亦參與了多個香港的音樂節，包括《Wow & Flutter》及第二次參與《Clockenflap》。當時的貝斯手YY在Clockenflap演出期間透露她在專輯發佈會之後便會離隊。

12月，她們於香港及台灣同步發行第一張大碟《23:59 Before Tomorrow》，並於九龍灣展貿Music Zone舉辦CD發佈會。當晚，除了YY正式宣佈離隊，她們亦介紹了新貝斯手Wing將會正式加入。

### 2017
1月，她們以全新陣容前往新加坡及馬來西亞參與音樂演出，當中包括馬來西亞的《動態度音樂節》。
3月，她們前往台灣高雄參與《大港開唱》，並於台北的河岸留言舉辦了《23:59 Before Tomorrow》專輯發佈台灣場。
5月，她們憑《23:59 Before Tomorrow》入圍第28屆台灣金曲獎的最佳樂團，成為首隊入圍該獎項的香港樂隊。其他入圍單位包括：FLUX、五月天、草東沒有派對、獅子合唱團、吉那罐子、董事長樂團。
9月，雞蛋蒸肉餅與香港創作女歌手盧凱彤一同入圍台灣金音獎的「海外創作音樂獎」，其他入圍名單還有內地的郭頂、火星電台及許鈞。她們缺席於10月28日的舉辦的台灣金音獎頒獎典禮，最終獎項由她們奪得。
11月，她們與另一隊香港樂隊ANWIYCTI獲邀遠赴冰島首都雷克雅未克，成為首兩隊參與《冰島電波音樂節》的香港樂隊。

### 2018
5月，她們推出新曲《Why Don’t You Kill Us All》，以宣泄對現今當權者的不滿。亦她們亦首度使用全插畫及動畫的形式製作MV，當中不少熟悉的人物於當中出現。

## 音樂作品
| 唱片名稱                                                 | 類型 | 監製                | 發行日期   | 曲目 |
| -------------------------------------------------------- | ---- | ------------------- | ---------- | --- |
| 《GDJYB 雞蛋蒸肉餅》                                     | 細碟 | 雞蛋蒸肉餅          | 2014.09.06 | 01 - Intro 02 - Double Nono 03 - Philip The Buster 04 - Not My Name 05 - Where It Goes 06 - You Just Ran Away 07 - Bubble |
| 《Love Da x Move On 1st Compilation Moving in the Dark》 | 合輯 | Various Artists     | 2015.08    | 01 - Double Nono |
| 《about her》                                            | 合輯 | Various Artists     | 2016.03    | 06 - 逃亡吧，少年呀！ |
| 《喜愛獨樂 (Vol.1)》                                     | 合輯 | Various Artists     | 2016.04    | 12 - 榴槤乜乜乜 |
| 《GDJYB x tfvsjs》                                       | 合輯 | 雞蛋蒸肉餅 / tfvsjs | 2016.04    | 01 - Intro 02 - Double Nono 03 - Philip The Buster 04 - Not My Name 05 - Where It Goes 06 - You Just Ran Away 07 - Bubble |
| 《23:59 Before Tomorrow》                                | 專輯 | 雞蛋蒸肉餅          | 2016.12.17 | 01 - Whatever 02 - Time In My Galaxy - Feat. Jan Curious@Chochukmo 03 - Burn It Down 04 - That Day I Went To His Funeral 05 - 迷惑 Temptation 06 - 逃亡吧，少年呀！ Run! Teens Run! 07 - Can't You Tell Why? 08 - 榴槤乜乜乜 Durian What What What 09 - The Loving Mothers 10 - Street Fighters 11 - Why Do You Look Back |
| 《達明一代》                                             | 合輯 | Various Artists     | 2017.01    | 02 - 同黨 |
| 《SQUARECLE》                                            | 細碟 | 雞蛋蒸肉餅          | 2018.11.12 | 01 - Backspace 02 - 方圓 03 - Why Don't You Kill Us All? 04 - Hong Kong Family Story 05 - 日曰 |

## 參與演出

### 音樂節
| 2013 | 銀礦灣沙灘音樂節2013（香港）          |
| 2013 | 草民音樂節2013（香港）                |
| 2014 | Clockenflap 2014（香港）              |
| 2015 | 生力啤酒節2015（香港）                |
| 2015 | 草民音樂營2015（香港）                |
| 2015 | 覺醒音樂祭（台灣）                    |
| 2015 | 迷笛音樂節（深圳）                    |
| 2016 | Laneway Festival（新加坡）            |
| 2016 | Spirit Fest音樂季（西安）             |
| 2016 | 生力啤酒節2016（香港）                |
| 2016 | Wow & Flutters 2016（香港）           |
| 2016 | Music Matters（新加坡）               |
| 2016 | 光州SOUNDPARK Festival 2016（南韓）   |
| 2016 | Adelaide OzAsia Festival 2016（澳洲） |
| 2016 | 銀礦灣沙灘音樂節2016（香港）          |
| 2016 | 愛愛搖滾音樂節（台灣）                |
| 2016 | Clockenflap 2016（香港）              |
| 2017 | 動態度音樂節（馬來西亞）              |
| 2017 | 大港開唱（台灣）                      |
| 2017 | 貢寮海洋音樂祭 2017（台灣）           |
| 2017 | Wow & Flutters 2017（香港）           |
| 2017 | 自由約（香港）                        |
| 2017 | 東海音樂節2017（浙江）                |
| 2017 | 冰島電波音樂節2017（冰島）            |
| 2018 | Noisepop Music Festival（美國三藩市） |
| 2018 | Synchronicity'18（日本）              |
| 2018 | The Week Hong Kong（香港）            |
| 2018 | 春遊2018（成都）                      |
| 2018 | HUSH！沙灘音樂會（澳門）              |

### 海外演出
| 2016 | Her Tour @Taipei Legacy（台灣）                           |
| 2016 | You Are Tropical @CJ azit（首爾）                         |
| 2017 | Soundhub 音樂會（澳門）                                   |
| 2017 | The Sound of Islands（檳城）                              |
| 2017 | Roar Music: Singapore x Hong Kong Collaboration（新加坡） |
| 2017 | HOCC DSDW UK TOUR（英國）                                 |
| 2018 | HOCC DSDW TW TOUR（台灣）                                 |
| 2018 | HOCC DSDW USCAN TOUR（美加）                              |

### 專場演出
| 2014 | 《免收加一》雞蛋蒸肉餅EP發佈音樂會（香港）      |
| 2015 | Fullcupmusic － GDJYB（香港）                   |
| 2015 | 《台北小雞蛋演唱會》（台灣）                    |
| 2016 | Live Wild GZ x GDJYB（廣州）                    |
| 2016 | 《23:59 Before Tomorrow》專輯發佈音樂會（香港） |
| 2017 | 果核抵家雞蛋蒸肉餅音樂會（台灣）                |
| 2017 | 《23:59 Before Tomorrow》專輯發佈音樂會（台灣） |

### 校園演出
| 2014 | 離地四小時音樂會（香港浸會大學學生會）                 |
| 2014 | UC Band Society Grass Show 2014                        |
| 2015 | Polymuso Mini Band Show（香港理工大學）                |
| 2015 | 聲大夾樂 Loud N Raw Band Show（香港中文大學Shaw Band） |
| 2015 | Talent Quest（香港理工大學宿生會）                     |
| 2015 | 香港演藝學院 Sunset Concert                            |
| 2015 | 文藝復興節「左右」文學音樂會                           |
| 2017 | 星火（中大學生會）呈獻：本地音樂會                     |
| 2017 | 粉嶺禮賢會中學SINGING CONTEST                          |
| 2017 | Shine On Stage - 香港樂隊巡迴表演尾場                  |

### 品牌演出
| 2015 | FWD投⼊⾳樂 盡情玩樂, Isquare HK              |
| 2015 | Agnès B Rue de Marseille Live 3rd GIG         |
| 2015 | House of Vans 2015                            |
| 2016 | FWD Music Force                               |
| 2016 | I.T. X HMV music night                        |
| 2016 | Levi's x Moov live music show                 |
| 2017 | 大家樂壇                                      |
| 2017 | Youtube FanFest.Hong Kong 2017                |
| 2017 | EASTPACK X FreshMan Music Magazine Music Show |

### 其它演出
| 2013 | WOMEN Take Back The Noise 2013, Fringe Club                          |
| 2013 | 山寨音樂 Gig 5                                                       |
| 2013 | SwissCoat X DrumsOnly Music Cafe: MatchBox X GDJYB                   |
| 2014 | 法國五月 Le French May - MUSIC ON THE TRAM                           |
| 2014 | GDJYB X 小紅帽 x 新青年 @ Hidden Agenda                              |
| 2014 | Time Out's Big Night Out（Eman Lam, GDJYB & Yukilovey）              |
| 2014 | 抱抱音樂十周年音樂會                                                 |
| 2014 | YHA美荷樓 後地堂熱辣辣音樂會                                         |
| 2014 | 香港藝術中心 街頭音樂系列 63                                         |
| 2015 | Lost on 15, Blindspot Gallery & Clockenflap                          |
| 2015 | Warehouse Music Gig, Warehouse Teenage Club                          |
| 2015 | Orangegrass（橙草樂團）《烏鴉》HK Live（開場嘉賓）                   |
| 2015 | tricot HIP STEP "A N D" JUMP Asia Trip Live in Hong Kong（開場嘉賓） |
| 2015 | 小福氣《福氣吃雞蛋》香港首演（共演）                                 |
| 2015 | pinkdot 一點粉紅 2015                                                |
| 2015 | 黃耀明呈獻：文藝復興女流之音樂會                                     |
| 2015 | Time Out Hong Kong x K11（Supper Moment x Chochukmo x GDJYB）        |
| 2015 | Times Square Music Room Finale 2015                                  |
| 2015 | "INDIE IS DEAD?" Charity show for Hidden Agenda                      |
| 2015 | Underground Girls with Guitars #7, Orange Peel                       |
| 2015 | 青年馬拉松音樂會                                                     |
| 2015 | Reimagine Live@Hidden Agenda with HOCC                               |
| 2015 | The East 聖誕匯演                                                    |
| 2015 | HOCC Reimagine Live in Macpherson Woods（開場嘉賓）                  |
| 2016 | 西九龍自由約                                                         |
| 2016 | RTHK Goodshow 31                                                     |
| 2016 | 香港恒生管理學院音樂學會周年表演《留白》                               |
| 2016 | M+ Summer Camp                                                       |
| 2016 | Qu Live In Hong Kong, Hidden Agenda（開場嘉賓）                      |
| 2016 | Supper Moment溫柔⾰命Concert HKCEC（開場嘉賓）                       |
| 2016 | Joox X Harbour City                                                  |
| 2017 | 南區音樂嘉年華                                                       |
| 2017 | 燃燒吧我們的小宇宙                                                   |
| 2017 | Stage Hungry! 2nd Meal                                               |
| 2017 | Pinkdot 2017                                                         |
| 2017 | Freespace@TaiKoo Place                                               |
| 2018 | 美國大使館175週年音樂會                                              |
| 2018 | 音獨吶喊                                                             |
| 2018 | 2017東區文化節 - 藝文青藝術節                                        |
| 2018 | MarchInn Music Festival                                              |
| 2018 | 愛海行動音樂會                                                       |
| 2018 | 搶耳音樂會 2017/2018 Finale                                          |

## 獎項及榮耀

### 2015年度
- 音樂. 人生 2015 香港樂壇 年度音樂錄像 《榴槤乜乜乜》(導演: Soft @ 雞蛋蒸肉餅)
- 音樂. 人生 2015 香港樂壇 年度十大歌曲 《榴槤乜乜乜》
- 香港樂評選2016 年度編曲《榴槤乜乜乜》

### 2017年度
- 香港樂評選2017 年度樂團 《23:59 Before Tomorrow》
- 香港樂評選2017 十碟推薦 NO.3 《23:59 Before Tomorrow》
- 第八屆金音創作獎 海外創作音樂獎 《vol.2 GDJYB 23:59 BEFORE TOMORROW》
- 2017 Music Picks 最喜愛專輯第二位 《23:59 Before Tomorrow》
- 2017 Music Picks 最喜愛歌曲第十一位　《The Loving Mothers》
- 斐宇梧的中文唱片架 2017年中港台30張最佳專輯 第四位 《23:59 Before Tomorrow》
- 斐宇梧的中文唱片架 自選2017年中港台50首歌曲 第三位 《The Loving Mothers》
- 音樂. 人生 2017 香港樂壇 組合/樂隊之選

## 外部連結
- Apple Daily news-in-motion （页面存档备份，存于）
- NMG Plus （页面存档备份，存于）
- Today (SG) （页面存档备份，存于）
- Be Asia （页面存档备份，存于）

### 官方連結
- 雞蛋蒸肉餅Facebook （页面存档备份，存于）
- 雞蛋蒸肉餅YouTube頻道 （页面存档备份，存于）
- 雞蛋蒸肉餅Instagram （页面存档备份，存于）
- 雞蛋蒸肉餅Twitter （页面存档备份，存于）